# Lynch (Nebraska)
Lynch è un villaggio degli Stati Uniti d'America della contea di Boyd nello Stato del Nebraska. La popolazione era di 245 persone al censimento del 2010.

## Storia
Lynch è stato incorporato come villaggio nel 1893. Prende il nome da John Lynch, un colono pioniere.

## Geografia fisica
Lynch è situata a 42°49′47″N 98°27′56″W (42.829804, -98.465453).
Secondo lo United States Census Bureau, ha un'area totale di 0,53 mi² (1,37 km²).

## Società

### Evoluzione demografica
Secondo il censimento del 2010 nel villaggio abitavano 245 persone.

### Etnie e minoranze straniere
Secondo il censimento del 2010, la composizione etnica del villaggio era formata dal 94,3% di bianchi, lo 0,8% di nativi americani, lo 0,4% di asiatici, lo 0,8% di oceanici, e il 3,7% di due o più etnie. Ispanici o latinos di qualunque razza erano il 2,9% della popolazione.